# Chorosoma schillingii

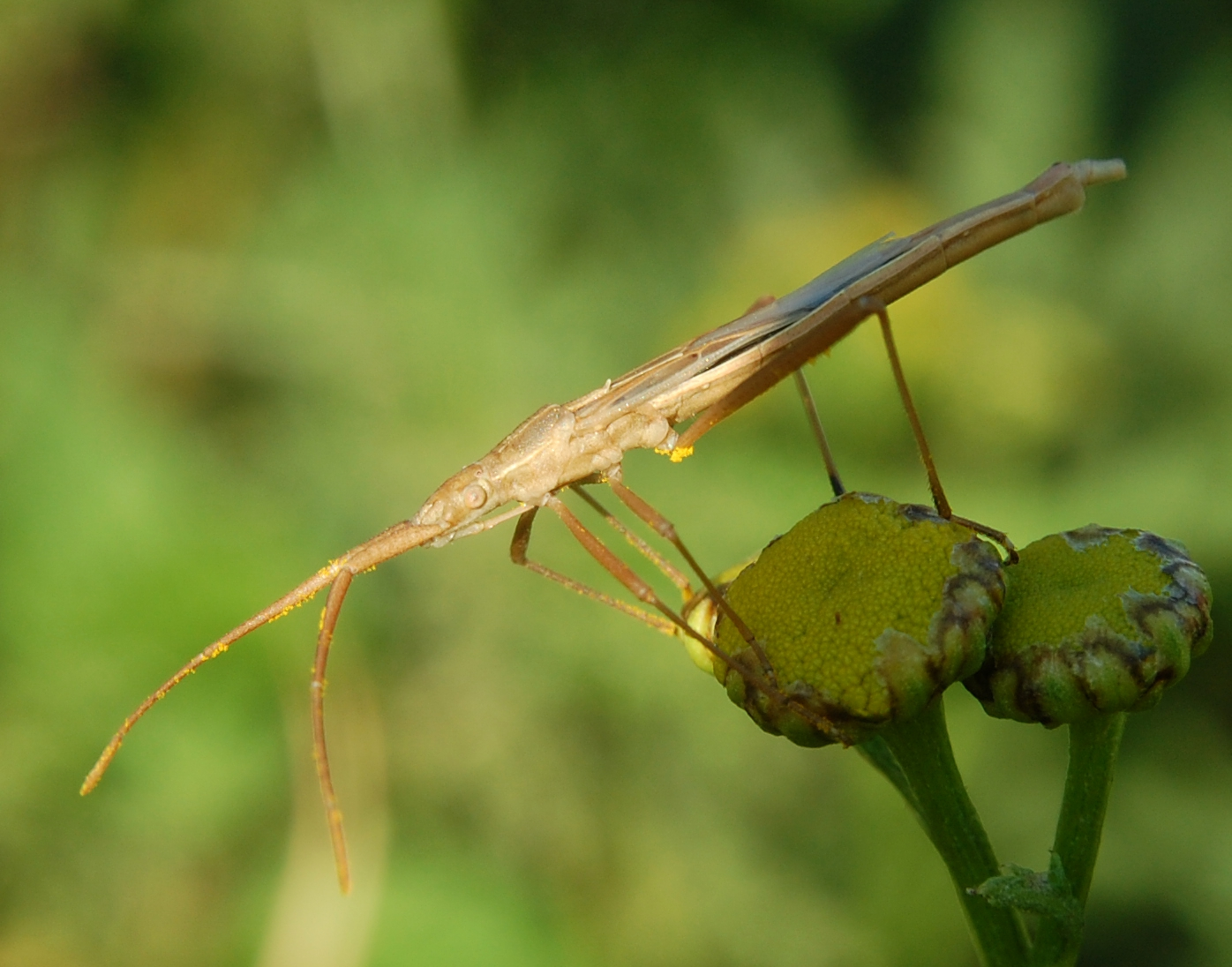
Chorosoma schillingii, Seitenansicht

Chorosoma schillingii, auch Grasgespenst genannt, ist eine Wanze aus der Familie der Glasflügelwanzen (Rhopalidae). Die Art ist aufgrund ihres außergewöhnlichen Körperbaues im nördlichen Mitteleuropa unverwechselbar und auch unter dem Namen Grasgespenst bekannt.

## Merkmale
Der Körper von Chorosoma schillingii ist sehr schmal und lang, insbesondere Männchen sind fast stabförmig. Auch Fühler und Beine sind auffallend lang. Die Tiere haben eine Körperlänge von 14,0 bis 16,0 mm. Das erste Fühlerglied ist so lang oder länger als der Kopf. Das Pronotum zeigt einen deutlichen Mittelkiel. Die Art ist immer langflügelig (makropter), das Corium reicht jedoch nur bis zum Hinterrand des vierten Tergits. Wie bei allen Arten der Tribus Chorosomini ragt der Analkonus oft aus der Öffnung des 7. Tergits hervor und ist dann von oben sichtbar. Der Körper ist hell gelbbraun.

## Verbreitung und Lebensraum
Das Verbreitungsgebiet reicht von den Britischen Inseln und Nordafrika über fast ganz Europa und Kleinasien bis Zentralasien. Chorosoma schillingii fehlt in Europa im Norden der Britischen Inseln und in großen Teilen Skandinaviens. Die Art ist wärmebedürftig und kommt daher nicht in den höheren Lagen der Mittelgebirge Deutschlands und in den Alpen vor, sie ist in Österreich auf den Osten des Landes beschränkt. Im norddeutschen Tiefland ist sie gelegentlich häufig.
Chorosoma schillingii besiedelt trockene und warme Offenhabitate vor allem auf Sandböden und bewohnt hier die Krautschicht.

## Lebensweise
Chorosoma schillingii ist wie alle Glasflügelwanzen phytophag und saugt an den Blättern, Halmen und unreifen Samen ihrer Wirtspflanzen. Sie wurde auf verschiedenen Süßgräsern (Poaceae) gefunden, nach der Samenreife saugt sie aber wohl auch an anderen Pflanzen, z. B. Ampfer (Rumex spp.). Die Art überwintert als Ei. Nymphen sind ab Mai zu beobachten, Imagines ab Ende Juni bis September. Paarungen wurden überwiegend im Juli und August dokumentiert. Die Eiablage erfolgt ab August, wobei die Eier einzeln an Grashalmen abgelegt werden. In Mitteleuropa wird nur eine Generation ausgebildet, im Mittelmeerraum und in Osteuropa können es zwei sein.